# Magdalena del Mar (distrito)
O distrito de Magdalena del Mar é um dos quarenta e três distritos que formam a Província de Lima, situada na Região Lima, na zona central do Peru.
Prefeito: Carlomagno Chacón Gómez (AP) (2019-2022)

## Transporte
O distrito de Magdalena del Mar não é servido pelo sistema de estradas terrestres do Peru, visto ser uma comuna urbana da Área Metropolitana de Lima